# Santa Olalla
Santa Olalla – gmina w Hiszpanii, w prowincji Toledo, w Kastylii-La Mancha, o powierzchni 72,61 km². W 2011 roku gmina liczyła 3465 mieszkańców.